# Barbara Moleko
Barbara Moleko (Copenaghen, 1986) è una cantante danese con origini sudafricane.

## Biografia
Nata al Rigshospitalet nella capitale danese da madre danese e padre sudafricano e cresciuta in Mozambico e Sudafrica, Barbara Moleko ha fatto ritorno in Danimarca nel 1998 con la madre in seguito al divorzio dei genitori, stabilendosi nel quartiere di Copenaghen di Vanløse.
Barbara ha fatto il suo ingresso nel panorama musicale danese nel 2012 come featuring nel brano del rapper L.O.C. Helt min egen, che ha debuttato al il primo posto in classifica in Danimarca ed è stato certificato disco di platino per le 20 000 copie vendute a livello nazionale. Nello stesso anno ha pubblicato il suo singolo di debutto da solista Gå en tur, senza però ottenere successo fino all'uscita del secondo singolo, Dum for dig, arrivato settimo in classifica e certificato disco d'oro per le 10 000 copie digitali vendute. Il successo del brano ha portato il 17 settembre 2012 alla pubblicazione all'album di debutto di Barbara, Lykken er..., dal quale nel corso dell'anno successivo sono stati estratti i singoli Klar til kærlighed e Gør det lettere, quest'ultimo entrato in classifica al trentatreesimo posto. L'album ha raggiunto il tredicesimo posto nella classifica settimanale dei dischi più venduti in Danimarca. Barbara ha ricevuto una nomination come Migliore artista danese emergente ai Danish Music Awards del 2013.
Nell'estate del 2014 Barbara ha pubblicato il brano Indianer, che diventerà il suo primo singolo da solista a raggiungere la vetta della classifica danese. Indianer è incluso nella ristampa di Lykken er..., uscita il 28 settembre 2014 e contenente il nuovo singolo Sådan nogen som os, che ha raggiunto il quarto posto in classifica. Grazie al successo dei nuovi singoli, la ristampa di Lykken er... ha raggiunto un nuovo picco, restando al quarto posto della classifica danese per due settimane non consecutive.
Nel 2015 i singoli Gør mig lykkelig, Paranoia e Tag min hånd hanno anticipato l'uscita del secondo album di Barbara Moleko, Bapsz, pubblicato l'8 giugno successivo e certificato disco d'oro con oltre 10 000 copie vendute sul suolo danese. Ha raggiunto il sesto posto nella classifica danese, rimanendo nella top 40 per cinque settimane.
Barbara Moleko ha condotto insieme a Sofie Østergaard Dansk Melodi Grand Prix 2017, il concorso canoro utilizzato come selezione per il rappresentante danese all'Eurovision Song Contest 2017.

## Discografia

### Album in studio
- 2012 – Lykken er...
- 2015 – Bapsz

### Singoli
- 2012 – Gå en tur
- 2012 – Dum for dig
- 2013 – Klar til kærlighed
- 2013 – Gør det lettere
- 2014 – Indianer
- 2014 – Sådan nogen som os
- 2015 – Gør mig lykkelig
- 2015 – Paranoia
- 2015 – Tag min hånd